# Vũ trụ học vật lý
Vũ trụ học vật lý là ngành nghiên cứu các cấu trúc và sự vận động trên quy mô lớn nhất của Vũ Trụ và quan tâm đến những câu hỏi căn bản về nguồn gốc, cấu trúc, sự tiến hóa và kết cục cuối cùng của nó. Vũ trụ học là một khoa học bắt nguồn từ nguyên lí Copernic, trong đó cho rằng các vật thể thiên văn tuân theo những định luật vật lý giống như định luật trên Trái Đất, và cơ học Newton, lần đầu tiên cho phép chúng ta hiểu về những định luật vật lý đó. Vũ trụ học vật lý, theo cách hiểu ngày nay, bắt đầu với sự phát triển năm  1915 của thuyết tương đối rộng của Albert Einstein, theo sau bởi những phát hiện quan sát lớn vào thập kỷ 1920: đầu tiên, Edwin Hubble phát hiện rằng vũ trụ bao gồm một số lượng khổng lồ các thiên hà ngoài Ngân Hà của chúng ta; sau đó, những công trình của Vesto Slipher và những người khác cho thấy vũ trụ đang giãn nở.